# Манфред III (маркграф Салуццо)

Салуццо на карте за 1250 год

Манфредо III (Manfred III, итал. Manfredo III di Saluzzo; 1203/1205 — 29 октября 1244) — маркиз Салуццо с 1215 года. Сын Бонифация Салуццо (ум. 1212) и Марии ди Торрес.

## Биография
В 1215 году наследовал деду — маркизу Манфреду II. До 1218 года регентшей при нём была бабка — Азалаис (Аделазия) Монферратская. Она от имени внука 30 декабря 1216 года принесла оммаж графу Савойскому, тем самым впервые признав его сюзереном Салуццо.
Манфредо III в 1222 году попробовал отстоять независимость своих владений, но после короткой войны также признал себя вассалом Савойи, и пообещал жениться на дочери графа, когда та достигнет брачного возраста.
Был верным сторонником императора Фридриха II и участником многих его войн.

## Семья
В марте 1233 года женился на Беатрисе Савойской (1220—1259) — дочери Амадея IV Савойского. Дети:
- Алиса (ок. 1236 — до 12 июля 1311), муж — Эдмунд де Ласи, граф Линкольн
- Томас I (1239—1296), маркиз Салуццо
- Агнесса и Маргарита, родились в 1245 г. после смерти отца.

Вдова Манфредо III Беатриса Савойская в 1247 году вышла замуж за Манфреда — внебрачного сына императора Фридриха II.